# Château de la Bretauche
Le château de la Bretauche est un château français situé à Chécy dans le département du Loiret en région Centre-Val de Loire.

## Géographie
L'édifice est situé sur le territoire de la commune de Chécy (Loiret), dans la région naturelle du Val de Loire, bien qu'il soit sur la limite de la commune de Boigny-sur-Bionne.

## Histoire
Le château aurait été construit aux alentours du XVe siècle puis reconstruit vers le XVIIIe siècle.
En 1880, le marquis de Saint-Paul, propriétaire du château, fait aménager un orphelinat-école.

### Liste des propriétaires successifs
- Daniel-François Legrande de Melleray, intendant des finances du duc d'Orléans, pendant la Régence (1715-1723)[réf. souhaitée].
- Pierre Sébastien Daniel Espivent de La Villesboinet (1830)[2].
- Charles Le Ray de Chaumont[3], Marquis de Saint-Paul (1885)[4].
- Communauté des Sœurs de la Visitation de Chécy (jusqu'en 1970)[1].

## Description
Le château possède un pavillon central ainsi que deux ailes placées en retrait.
Le service des archives départementales du Loiret conserve un plan du château et de ses terres daté de 1772
Le domaine et son château étant privés et partagés en appartements, ils ne se visitent pas.

## Culture
Dans son roman Les aventures du capitaine La Palisse, paru en 1880, l'écrivain français Pierre Alexis de Ponson du Terrail évoque le château de Bretauche par l'intermédiaire de l'un de ses personnages : « donc, ma nièce, si vous le voulez, vous irez auprès d'Orléans, sur la route de Chécy, dans mon château de la Bretauche, au milieu du parc le plus ombreux et le plus beau du monde ».